# Кавенант-Лайф (Аляска)
Кавенант-Лайф (англ. Covenant Life) — переписна місцевість (CDP) в США, в окрузі Гейнс штату Аляска. Населення — 25 осіб (2020).

## Географія
Кавенант-Лайф розташований за координатами 59°23′52″ пн. ш. 136°7′23″ зх. д. / 59.39778° пн. ш. 136.12306° зх. д. (59.397678, -136.123002).  За даними Бюро перепису населення США в 2010 році переписна місцевість мала площу 70,52 км², з яких 70,06 км² — суходіл та 0,45 км² — водойми.

## Демографія
Згідно з переписом 2010 року, у переписній місцевості мешкало 86 осіб у 35 домогосподарствах у складі 21 родини. Густота населення становила 1 особа/км².  Було 52 помешкання (1/км²).
Расовий склад населення:
| - 91,9 % — білих - 5,8 % — корінних американців - 1,2 % — азіатів |

До двох чи більше рас належало 1,2 %. Частка іспаномовних становила 0,0 % від усіх жителів.
За віковим діапазоном населення розподілялося таким чином: 19,8 % — особи молодші 18 років, 63,9 % — особи у віці 18—64 років, 16,3 % — особи у віці 65 років та старші. Медіана віку мешканця становила 42,3 року. На 100 осіб жіночої статі у переписній місцевості припадало 95,5 чоловіків;  на 100 жінок у віці від 18 років та старших — 122,6 чоловіків також старших 18 років.
Цивільне працевлаштоване населення становило 7 осіб. Основні галузі зайнятості: освіта, охорона здоров'я та соціальна допомога — 100,0 %.